# A Map of Jimmy Cleveland
| Recensione | Giudizio |
| ---------- | -------- |
| AllMusic   | [ 1 ]    |

A Map of Jimmy Cleveland è un album discografico del trombonista jazz statunitense Jimmy Cleveland, pubblicato dalla casa discografica Mercury Records nel settembre del 1959.

## Tracce
Lato A
1. Swing Low Sweet Chariot – 5:15 (Tradizionale) – Registrato il 18 dicembre 1958 al Fine Recording di New York
2. A Hundred Years from Today – 4:36 (Ned Washington,  Joseph Young, Victor Young) – Registrato il 17 dicembre 1958 al Fine Recording di New York
3. Marie – 4:45 (Irving Berlin) – Registrato il 16 dicembre 1958 al Fine Recording di New York
4. Jay Bird – 3:30 (J.J. Johnson) – Registrato il 18 dicembre 1958 al Fine Recording di New York

Lato B
1. The Best Things in Life Are Free – 4:28 (Buddy DeSylva, Lew Brown, Ray Henderson) – Registrato il 17 dicembre 1958 al Fine Recording di New York
2. Stardust – 4:51 (Mitchell Parish, Hoagy Carmichael) – Registrato il 16 dicembre 1958 al Fine Recording di New York
3. Jimmy's Old Funky Blues – 8:43 (Ernie Wilkins) – Registrato il 18 dicembre 1958 al Fine Recording di New York[3]

## Musicisti
- Jimmy Cleveland - trombone
- Ray Copeland - tromba
- Ernie Royal - flicorno
- Jerome Richardson - sassofono tenore, flauto (brano: Jimmy's Old Funky Blues)
- Don Butterfield - tuba
- Junior Mance - pianoforte
- Bill Crow - contrabbasso
- Arthur Taylor - batteria
- Ernie Wilkins - arrangiamenti[3]